# 예레 우로넨
예레 유하니 우로넨(핀란드어: Jere Juhani Uronen, 1994년 7월 13일 ~ )은 핀란드의 프로 축구 선수로, 알스벤스칸 클럽 AIK와 핀란드 국가대표팀에서 풀백으로 활약하고 있다. 그는 TPS에서 성인 클럽 경력을 시작했으며, 2012년 17세의 나이에 헬싱보리와 계약했다.
우로넨은 2012년 5월, 17세의 나이로 핀란드 국가대표로 데뷔했으며, 이후 2014년과 2018년 FIFA 월드컵 예선에 출전하는 등 70경기 이상 출전했다. 그는 UEFA 유로 2020 예선 경기에서 국가대표팀의 정규 멤버로 활약하며 핀란드가 유럽 축구 선수권 대회 조별 리그에서 사상 첫 1위를 차지하는 데 기여했다.

## 구단 경력

### TPS
핀란드 투르쿠에서 태어난 우로넨은 TPS 유소년 팀에서 자랐다. 그는 2011년 6월 12일, 16세의 나이로 FC 하카와의 경기에서 1군 데뷔 전을 치렀다. 7월 31일, 그는 FC 홍카와의 홈 경기에서 TPS 소속으로 첫 골을 넣었으며, 결국 4-2로 패배했다. 그는 데뷔 시즌 동안 총 18경기에 출전하여 1골을 기록했다.

### 헬싱보리
2012년 초, 우로넨이 알스벤스칸의 헬싱보리와 이적료 70만 유로에 계약을 체결했다는 소식이 전해졌다. 그는 2월 1일, 디나모 자그레브와의 친선 경기에서 헬싱보리 소속으로 첫 경기를 치렀고, 90분 풀타임을 소화했다. 그는 4월 2일, 노르셰핑과의 원정 경기에서 교체 선수로 출전하며 리그 데뷔 전을 치렀다. 우로넨은 2012년 헬싱보리 소속으로 스벤스카 수페르쿠펜에서 우승했다.

### 헹크
2016년 1월, 우로넨은 벨기에 클럽 헹크와 비공개 이적료로 계약을 체결했다. 그는 2016년 3월 13일, 오스텐더와의 경기에서 벨기에 프로 리그 데뷔 전을 치렀다. 우로넨은 2018-19년 시즌에 헹크와 함께 벨기에 챔피언십 타이틀을 획득했다. 또한 2021년에는 벨기에 컵에서 우승했고, 2019년에는 벨기에 슈퍼컵에서 우승했다. 우로넨은 2019-20년 시즌 UEFA 챔피언스리그 조별 리그에서 헹크를 대표했으며, UEFA 유로파리그에도 두 번 참가했다.

### 브레스트
2021년 7월 20일, 우로넨이 100만 유로의 이적료로 리그 1 클럽 브레스트에 합류할 것이라고 발표되었다. 그는 2021년 8월 7일, 리옹과의 경기에서 90분 풀타임으로 뛰며 데뷔 전을 치렀다. 브레스트에서 뛰는 동안 부상을 당했다.

### AIK
2025년 1월 8일, 우로넨은 알스벤스칸 클럽 AIK와 1년 옵션, 미공개 이적료로 2년 계약을 체결하며 2012년부터 2016년까지 헬싱보리에서 활약한 후 스웨덴으로 복귀했다. 언론에서는 이적료가 100만 달러 미만으로 추정되었다.

## 국가대표팀 경력
2012년 5월 26일, 우로넨은 핀란드 국가대표팀에 데뷔하여 튀르키예를 상대로 3-2 승리를 거두며 팀 역사상 세 번째로 어린 선수가 되었다. 우로넨은 2012년 10월 12일, 믹수 파텔라이넨이 조지아와의 경기에서 선발로 출전하면서 FIFA 월드컵 예선 경기 데뷔 전을 치렀다. 그는 2018년 6월 9일, 탐페레 스타디움에서 열린 벨라루스와의 친선 경기에서 첫 국제 경기 골을 기록했다.
우로넨은 2021년 5월 29일, 스웨덴과의 UEFA 유로 2020 대회 전 친선 경기에 소집되었다. 우로넨은 UEFA 유로 2020 대회에서 모든 국제 경기에 출전했다. 핀란드는 2021년 6월 21일, 벨기에에 2-0으로 패한 후 B조 3위에 올랐다. 이후 대회에서 탈락했다.